# Kyle Micallef
Kyle Micallef, född 20 juni 2001, är en maltesisk simmare.

## Karriär
Micallef är uppväxt i Melbourne i Australien och flyttade sedan till USA för studier. Han har studerat vid Florida Southern College och tävlat för deras idrottsförening Florida Southern Moccasins samt University of Alabama och tävlat för deras idrottsförening Alabama Crimson Tide.
Vid Spelen för små stater i Europa 2023 i Valletta tog Micallef guld på 50 meter frisim samt 4×100 meter frisim. Vid EM 2024 i Belgrad slutade han på 40:e plats på 50 meter frisim och på 56:e plats på 50 meter fjärilsim.
Micallef tävlade för Malta vid olympiska sommarspelen 2024 i Paris, där han blev utslagen i försöksheatet på 50 meter frisim och slutade på totalt 41:a plats.